# Drie is te veel
Drie is te veel is een Nederlandse klucht geschreven door Johan Blaaser, de vader van acteur Jan Blaaser.

## Geschiedenis
Het stuk werd op 16 januari 1960 door de KRO op televisie uitgezonden onder regie van Jan Blaaser en met Joop Doderer in de hoofdrol. Verder speelden mee Ellen de Thouars, Pierre Myin, Sara Heyblom, Gerard Heystee en Brenda Lindbergh. Op oudejaarsavond 1964 zond de KRO het blijspel wegens behoefte onder de kijkers opnieuw uit, met grotendeels andere acteurs maar opnieuw met Doderer in de hoofdrol.
In het theater werd Drie is te veel voor het eerst opgevoerd in De Kleine Komedie in Amsterdam (1961), eveneens onder regie van Jan Blaaser en met Joop Doderer in de hoofdrol, en later in een groot aantal andere theaters, waaronder het Nieuwe De la Mar Theater in Amsterdam (1986, eveneens met Joop Doderer). In 1988 kwam er nieuwe klucht van het stuk uit, waar Joop Doderer ook weer in meespeelde.

## Verhaal
Drie is te veel speelt zich af in de jaren dertig. De familie 's-Gravesande is in nerveuze afwachting van de komst van de steenrijke familie Oldenbach. Deze heeft een huwbare zoon in de aanbieding en een verbintenis met de dochter des huizes zou dan ook geen slechte zaak zijn. Alles wordt uit de kast gehaald om de Oldenbachs grandioos te ontvangen, maar het noodlot slaat toe wanneer het hoofd van de huishouding van de trap valt en daarmee de zorgvuldig voorbereide ontvangst in duigen dreigt te vallen. Ten einde raad wordt een beroep gedaan op de toevallig aanwezige monteur van de verwarmingsketel, Driekus (Joop Doderer), om de huisknecht zolang te vervangen. Dat blijkt echter geen goed idee te zijn geweest, want vanaf dat moment loopt alles mis.